# Ruda Krechowska
Ruda Krechowska (ukr. Руда-Крехівська) – wieś na Ukrainie, w rejonie lwowskim (wcześniej w rejonie żółkiewskim) obwodu lwowskiego. Wieś liczy około 275 mieszkańców.
W II Rzeczypospolitej do 1934 samodzielna gmina jednostkowa. Następnie należała do zbiorowej wiejskiej gminy Krechów w powiecie żółkiewski w woj. lwowskim. Po wojnie wieś znalazła się w strukturach administracyjnych Związku Radzieckiego.